# Carl August Schultz
Carl August Schultz, född 3 januari 1877 i Stockholm, död där 28 januari 1925, var en svensk väg- och vattenbyggnadsingenjör och ämbetsman. 
Schultz utexaminerades 1898 från Kungliga Tekniska högskolans avdelning för väg- och vattenbyggnadskonst, anställdes samma år vid statens järnvägsbyggnader, övergick 1902 till förvaltningstjänst, blev 1907 ordinarie baningenjör i Luleå, var 1910–1913 byråingenjör och byrådirektör vid Kungliga järnvägsstyrelsens bangårdsbyrå, blev distriktschef 1913 i 5:e distriktet (Luleå) och 1918 i 1:a (Stockholm). Som chef där medverkade han bland annat kraftigt till lösningen av Stockholms bangårdsfråga. Han var även en av statens delegerade vid förhandlingar härom med Stockholms stad. Han var vidare bland annat ledamot av kommunikationsverkens lönenämnd från 1919 och ordförande i Svenska Teknologföreningen från 1923. Schultz är begravd på Norra begravningsplatsen utanför Stockholm.